# Lac-des-Écorces
Lac-des-Écorces è un comune del Canada, situato nella provincia del Québec, nella regione di Laurentides.